# Louis Armary
Louis Armary (Betpouey, 24 luglio 1963) è un ex rugbista a 15 e allenatore di rugby a 15 francese, per circa un ventennio pilone del Lourdes.

## Biografia
Nativo degli Alti Pirenei, fino a 17 anni alternò lo sci alpino al rugby per poi scegliere quest'ultimo nel 1980 e, nel ruolo di pilone (e occasionalmente tallonatore), trascorrere 20 stagioni nel Lourdes.
In Nazionale esordì nel 1987 in occasione della I Coppa del Mondo, manifestazione alla quale partecipò anche nel 1991 e 1995, giungendo due volte in semifinale e in una di tali occasioni alla finale.
Fu anche presente a tutte le edizioni del Cinque Nazioni dal 1988 al 1995 con la sola eccezione del 1991, con tre vittorie finali.
Nella sua ultima stagione da giocatore fu anche tecnico, presso l'Argèles, città dove risiede.
Impiegato dal 1986 presso l'azienda idrica Lyonnaise des Eaux, è anche impegnato come istruttore federale giovanile.